# 半知菌
半知菌（Deuteromycota，希臘語，意思是「第二種真菌」）是一種已廢止的生物分類，指因未发现有性生殖阶段而在分类学中位置不明的真菌，也包括了子囊菌门和担子菌门物种的无性生殖阶段。一些无性阶段很发达，有性阶段已发现但不常见的子囊菌和担子菌，习惯上也归为半知菌。许多真菌既存在有性生殖阶段，又存在无性生殖阶段，因此半知菌被认为是一种不完全型真菌。日常生活中常见的霉菌大部分都处于无性阶段，其中包含半知菌的比率非常高。
根据G．C．安斯沃斯和G．R．Bisby（1971）的统计，半知菌类有1825属，约2万5千种。這包括很多知名的真菌，例如：生產青霉素的青黴菌、引起香港腳的足癬、令食物發酵的酵母菌等。此外，還有一些可食用的半知菌，包括那些令罗克福干酪和卡芒贝尔奶酪帶有其獨特风味的真菌。

## 分类
半知菌的分类有两大分类系统。

### 萨卡度分类系统
半知菌的传统分类是采用萨卡度(Saccardo et al.(1882-1972))的分类系统。
按照真菌传统的三纲一类分类法（即藻菌纲、子囊菌纲、担子菌纲和半知菌类），半知菌都归入半知菌类，并根据子实体或孢子果的形态分为以下4个目：
- 丛梗孢目 Moniliales 
  - 淡色孢科 Moniliaceae
  - 暗色孢科 Dematiaceae
  - 束梗孢科 Stilbaceae
  - 瘤座孢科 Tuberculariaceae
- 黑盘孢目 Melanconiales
- 球壳孢目 Sphaeropsidales
- 无孢菌类 Mycellia sterilia

- 该系统的特点以形态学为基础，将形态相似的半知菌归为一类，而不考虑它的系统发育关系。

### 安斯沃斯分类系统
安斯沃斯[Ainsworth（1973）]现代分类系统是真菌界比较公认的真菌分类系统。该系统建立在萨卡度传统分类系统的基础上，虽然也以形态学为基础，但更加注重真菌的产孢方式。 
该系统根据真菌形态和产孢方式将半知菌亚门分3个纲： 
- 半知菌亚门 Deuteromycota
  - 芽孢纲 Blastomycetes
    - 隐球酵母目 Cryptococcales
    - 掷孢酵母目 Sporobolomycetales

- - 丝孢纲 Hyphomycetes
    - 无孢目 Agonomycetales
      - 无孢科 Agonomycetaceae
        - 丝核属 Rhizoctonia
        - 小菌核属 sclerotium

    - 丛梗孢目 Miniliales
      - 丛梗孢科 Moniliaceae
        - 粉孢属 Oidium
        - 丛梗孢属 Monilia
        - 轮枝孢属 Verticillium
        - 梨孢霉属 Piricaulalia
        - 小尾孢属 Cercosporella
        - 葡萄孢属 Botrytis

      - 暗色孢科 Dematiaceae
        - 黑星孢属 Fusicladium
        - 枝孢属 Cladosporium
        - 尾孢属 Cercospora
        - 长蠕孢属（蠕虫孢属） Helminthosporium -本属现在另分为以下三属
          - 平脐蠕孢属（离蠕孢属） Bipolaris
          - 内脐蠕孢属（德氏霉属） Drechslera
          - 突脐辱孢属 Exserohilum

        - 链格孢属 Alternaria
        - 褐孢霉属 Fulvia Ciferri

    - 束梗孢目 Stilbellales
      - 束梗孢科 Stilbellaceae
        - 拟棒束孢属 Isariopsis

    - 瘤座孢目 Tuberculariales
      - 瘤座孢科 Tuberculariaceae
        - 赤霉属 Gibberella
        - 赤壳属 Calonectria
        - 丛赤壳属 Nectria
        - 菌寄生属 Hypornyces

- - 腔孢纲 Coelamycetes
    - 黑盘孢目 Melanconiales
      - 黑盘孢科 Melanconiaceae
        - 痂圆孢属 Sphaceloma
        - 炭疽菌属 Colletotrichum
        - 盘二孢属 Marssonina

    - 球壳孢目 Sphaeropsidales
      -         - 茎点霉属 Phoma
        - 大茎点霉属 Macrophoma
        - 拟茎点霉属 Phomopsis
        - 叶点霉属 Phyllosticta
        - 壳囊孢属 Cytospora
        - 色二孢属 Diplodia
        - 壳二孢属 Ascochyta
        - 壳针孢属 Septoria

### 半知菌分类与命名的交叉问题
根据国际命名法规，每一个生物的种只能有一个合法的学名。但是，一部分子囊菌和担子菌的无性阶段被归入半知菌，有性阶段又被划入子囊菌门或担子菌门中，导致同一个真菌种被交叉划分在不同的单元中，同一个种有两个学名。因此，1992年在美国俄勒冈州新港(Newport, Oregon)召开的真菌全型会議(Fungal Holomorph Conference)上决定废除半知菌亚门这一分类。然而现在许多菌类暂时还没有发现有性阶段，或者有性阶段很少见，或者人们更习惯使用无性阶段的学名时，同时使用无性阶段和有性阶段的两个学名依旧是普遍现象。
随着分子遗传学研究的深入，今后也许用不着发现菌类的有性阶段，也能够根据遗传学特征直接判断其分类归属。

## 系统发育和分类学
无性繁殖真菌的系统发育分类现在通常使用分子系统发生学。 通过对DNA序列（例如rRNA）或多基因系统发育的比较分析构建的系统发生树可用于推断无性繁殖真菌与其性繁殖对应物之间的关系。

## 常见的物种

### 工业相关的真菌
- 多孔木霉(Tolypocladium inflatum)→从中获得免疫抑制剂环孢素(ciclosporin)[2];
- 青霉菌（Penicillium griseofulvum）;
- 米麹菌[3]
- 酱油曲霉[4]
- 黑曲霉[5]